# Radio Bemba Sound System
Radio Bemba Sound System е третият соло албум на Ману Чао. Издаден е през 2002. Името на албума идва от групата, с която певецът пътува и изнася концерти.
Всъщност Radio Bemba Sound System се е наричала система, с която Фидел Кастро и Че Гевара са комуникирали в горите на Сиера Маестра в първите дни на кубинската революция.

## Песни
1. Intro
2. Bienvenida a Tijuana
3. Machine Gun
4. Por Donde Saldra el Sol?
5. Peligro
6. Welcome to Tijuana
7. El Viento
8. Casa Babylon
9. Por El Suelo
10. Blood and Fire
11. EZLN...Para Tod@as Todo...
12. Mr Bobby
13. Bongo Bong
14. Radio Bemba
15. Que Paso Que Paso
16. Pinocchio (Viaggio In Groppa Al Tonno)
17. Cahi en la Trampa
18. Clandestino
19. Rumba de Barcelona
20. La Despedida
21. Mala Vida
22. Radio Bemba
23. Que Paso Que Paso
24. Pinocchio (Viaggio In Groppa Al Tonno)
25. La Primavera
26. The Monkey
27. King Kong Five
28. Minha Galera
29. Promiscuity